# میشائیل اوبست
میشائیل اوبست (انگلیسی: Michael Obst؛ زادهٔ ۲۲ ژوئن ۱۹۴۴) قایقران روئینگ اهل آلمان بود.
وی در مسابقات کشوری و بین‌المللی در مجموع برندهٔ ۲ مدال طلا شده‌است.